# Mulhurst Bay
Mulhurst Bay est un hameau situé dans la province d'Alberta, dans le centre.